# Всадники света
«Всадники света» — седьмой студийный альбом русской рок-группы «Кукрыниксы», выпущенный 7 сентября 2010 года.

## Предыстория
В 2007 году группа выпустила альбом «XXX», он был неоднозначно принят среди критиков. Запись была сделана на «Союз Мьюзик» в сентябре 2010 года.
Обложка альбома стала предметом дискуссий. Группу обвинили в «дурновкусие дизайнера», «несоответствии имиджа». На песню «З.Л.О» был снят клип.

## Критика
| Оценки критиков | Оценки критиков |
| Источник        | Оценка          |
| --------------- | --------------- |
| Intermedia      | [ 1 ]           |
| КМ.RU           | (без оценки)    |
| NEWSmuz.com     | 5/10            |

Алексей Мажаев («InterMedia») отметил что первые песни «звучали так гладко и ладно» и сравнил голос Алексея Горшенев с его братом Михаилом. Критик также отметил «готическую мрачность солиста» и «наивные тексты». Рецензент КМ.RU описала альбом как «очень мужской со всеми его достоинствами и недостатками» и «неизбежной размытостью общей концепции».
Юлия Шершакова оценила альбом в 5 из 10 и отметила что альбом «в целом очень мягкий, мелодичный и приятный», отметила самобытность песни «Чёрный ворон» написанного для проекта «Соль».

## Список композиций
| №   | Название                | Текст песни            | Музыка           | Длительность |
| --- | ----------------------- | ---------------------- | ---------------- | ------------ |
| 1.  | «Ад для героев»         | Алексей Горшенёв       | Алексей Горшенёв | 4:24         |
| 2.  | «ЗЛО»                   | Антон Соя              | Алексей Горшенёв | 4:03         |
| 3.  | «День рождения»         | Алексей Горшенёв       | Алексей Горшенёв | 3:44         |
| 4.  | «Мой Бог»               | Бартенев М., Усачёв А. | Алексей Горшенёв | 3:55         |
| 5.  | «Всадники Света»        | Алексей Горшенёв       | Дмитрий Гусев    | 3:08         |
| 6.  | «Музыка»                | Алексей Горшенёв       | Дмитрий Гусев    | 4:42         |
| 7.  | «Семидесятники»         | Алексей Горшенёв       | Дмитрий Гусев    | 3:33         |
| 8.  | «Дождь смывает всё!»    | Алексей Горшенёв       | Алексей Горшенёв | 3:49         |
| 9.  | «Клетка»                | Алексей Горшенёв       | Алексей Горшенёв | 3:15         |
| 10. | «Цвет ночи»             | Алексей Горшенёв       | Дмитрий Гусев    | 4:52         |
| 11. | «Ангел с грязным лицом» |                        |                  | 3:32         |
| 12. | «Чёрный ворон»          |                        |                  | 4:54         |

## Участники записи
- Алексей Горшенев — вокал; музыка.
- Дмитрий Гусев — гитара, музыка.
- Дмитрий Оганян — бас-гитара, бэк-вокал.
- Михаил Фомин — барабаны.